# Gao (region)

Gao är en av Malis administrativa regioner och är belägen i den östra delen av landet, med gräns mot både Niger och Burkina Faso. Den administrativa huvudorten och största staden är Gao, och regionens befolkning uppgick till lite mer än en halv miljon invånare vid folkräkningen 2009. 

## Administrativ indelning
Regionen är indelad i fyra kretsar (franska cercles):
- Ansongo
- Bourem
- Gao
- Ménaka

Dessa fyra kretsar är i sin tur indelade i sammanlagt 24 kommuner.